# Alloxacis collenettei
Alloxacis collenettei es una especie de coleóptero de la familia Oedemeridae.

## Distribución geográfica
Habita en las Islas Galápagos (Ecuador).